# Black Shining Leather
Albums de Carpathian Forest
Bloodlust and Perversion
(1997) Strange Old Brew
(2000)
Black Shining Leather est le premier véritable album studio du groupe de black metal norvégien Carpathian Forest. L'album est sorti en 1998 sous le label Avantgarde Music.

## Musiciens
- R. Nattefrost - Chant, Guitare, Claviers
- J. Nordavind - Guitare, Claviers, Chœur
- Lazare - Batterie

## Liste des morceaux
1. Black Shining Leather – 4:32
2. The Swordsmen – 4:07
3. Death Triumphant – 4:27
4. Sadomasochistic – 4:02
5. Lupus – 3:06
6. Pierced Genitalia – 4:18
7. In Silence I Observe – 3:42
8. Lunar Nights – 6:34
9. Third Attempt – 3:18
10. The Northern Hemisphere – 6:42
11. A Forest – 5:57 (reprise du groupe The Cure)